# Diócesis de San Marcos
La diócesis de San Marcos (en latín: Dioecesis Sancti Marci in Guatimala) es una circunscripción eclesiástica de la Iglesia católica en Guatemala. Se trata de una diócesis latina, sufragánea de la arquidiócesis de Los Altos Quetzaltenango-Totonicapán. Desde el 11 de enero de 2021 su obispo es Bernabé de Jesús Sagastume Lemus, de la Orden de los Hermanos Menores Capuchinos.

## Territorio y organización
La diócesis tiene 3791 km² y extiende su jurisdicción sobre los fieles católicos de rito latino residentes en el departamento de San Marcos.
La sede de la diócesis se encuentra en la ciudad de San Marcos, en donde se halla la Catedral de San Marcos.
En 2022 en la diócesis existían 30 parroquias.

## Historia
La diócesis de San Marcos fue erigida el 10 de marzo de 1951 con la bula Omnium in catholico del papa Pío XII, derivando el territorio de la diócesis de Los Altos (hoy arquidiócesis de Los Altos, Quetzaltenango-Totonicapán). Originalmente fue sufragánea de la arquidiócesis de Guatemala. 
El 22 de julio de 1961 cedió una parte de su territorio para la erección de la prelatura territorial de Huehuetenango (hoy diócesis de Huehuetenango) mediante la bula Laeto auspicio del papa Juan XXIII.
El 13 de febrero de 1996 pasó a formar parte de la provincia eclesiástica de la arquidiócesis de Los Altos, Quetzaltenango-Totonicapán.

## Estadísticas
Según el Anuario Pontificio 2023 la diócesis tenía a fines de 2022 un total de 738 493 fieles bautizados.
| Año                                                                             | Población            | Población | Población      | Sacerdotes | Sacerdotes    | Sacerdotes    | Bautizados por sacerdote | Diáconos permanentes | Religiosos | Religiosos | Parroquias |
| Año                                                                             | Bautizados católicos | Total     | % de católicos | Total      | Clero secular | Clero regular | Bautizados por sacerdote | Diáconos permanentes | Varones    | Mujeres    | Parroquias |
| ------------------------------------------------------------------------------- | -------------------- | --------- | -------------- | ---------- | ------------- | ------------- | ------------------------ | -------------------- | ---------- | ---------- | ---------- |
| 1966                                                                            | 291 660              | 332 303   | 87.8           | 7          | 2             | 5             | 41 665                   |                      |            | 54         | 17         |
| 1970                                                                            | 313 656              | 332 303   | 94.4           | 25         | 22            | 3             | 12 546                   |                      | 3          | 49         | 23         |
| 1976                                                                            | 315 000              | 388 100   | 81.2           | 27         | 23            | 4             | 11 666                   |                      | 4          | 75         | 22         |
| 1980                                                                            | 364 000              | 416 000   | 87.5           | 27         | 25            | 2             | 13 481                   |                      | 2          | 90         | 22         |
| 1990                                                                            | 700 000              | 800 000   | 87.5           | 20         | 16            | 4             | 35 000                   |                      | 7          | 36         | 29         |
| 1999                                                                            | 810 000              | 900 000   | 90.0           | 25         | 18            | 7             | 32 400                   |                      | 9          | 39         | 29         |
| 2000                                                                            | 650 254              | 844 486   | 77.0           | 28         | 22            | 6             | 23 223                   |                      | 7          | 23         | 30         |
| 2001                                                                            | 655 254              | 844 487   | 77.6           | 29         | 22            | 7             | 22 594                   | 1                    | 9          | 92         | 30         |
| 2002                                                                            | 680 534              | 900 187   | 75.6           | 34         | 27            | 7             | 20 015                   | 1                    | 9          | 99         | 30         |
| 2003                                                                            | 715 704              | 900 283   | 79.5           | 40         | 33            | 7             | 17 892                   | 1                    | 9          | 113        | 30         |
| 2010                                                                            | 595 000              | 862 000   | 69.0           | 43         | 35            | 8             | 13 837                   | 1                    | 10         | 79         | 30         |
| 2014                                                                            | 652 000              | 950 000   | 68.6           | 41         | 34            | 7             | 15 902                   |                      | 8          | 92         | 30         |
| 2017                                                                            | 729 400              | 1 069 500 | 68.2           | 43         | 36            | 7             | 16 962                   |                      | 8          | 90         | 30         |
| 2020                                                                            | 697 422              | 1 020 826 | 68.3           | 50         | 41            | 9             | 13 948                   |                      | 10         | 93         | 30         |
| 2022                                                                            | 738 493              | 1 172 210 | 63.0           | 41         | 34            | 7             | 18 012                   |                      | 8          | 77         | 30         |
| Fuente: Catholic-Hierarchy, que a su vez toma los datos del Anuario Pontificio. |                      |           |                |            |               |               |                          |                      |            |            |            |

## Episcopologio
- Jorge García Cabalieros † (10 de marzo de 1951-5 de abril de 1955 falleció) (administrador apostólico)

- Celestino Miguel Fernández Pérez, O.F.M. † (30 de noviembre de 1955-7 de diciembre de 1971 retirado)
- Próspero Penados del Barrio † (7 de diciembre de 1971-1 de diciembre de 1983 nombrado arzobispo de Guatemala)
- Julio Amílcar Bethancourt Fioravanti (4 de abril de 1984-10 de marzo de 1988 nombrado obispo de Huehuetenango)
- Álvaro Leonel Ramazzini Imeri (15 de diciembre de 1988-14 de mayo de 2012 nombrado obispo de Huehuetenango)
  - Sede vacante (2012-2014)
- Carlos Enrique Trinidad Gómez † (4 de noviembre de 2014-9 de mayo de 2018 falleció)
  - Sede vacante (2018-2021)
- Bernabé de Jesús Sagastume Lemus, O.F.M.Cap., desde el 11 de enero de 2021